# Henk Meerdink Volksvertegenwoordiging
Henk Meerdink Volksvertegenwoordiging (afgekort: HMV) is een lokale politieke partij in de Gelderse gemeente Aalten. De partij is opgericht in 2014 door raadslid Henk Meerdink, omdat het CDA hem voor de verkiezingen van dat jaar niet op de lijst had gezet. Meerdink was eerder 36 jaar lang raadslid voor de CHU en het CDA. Belangrijke thema's voor de partij zijn landbouw en duurzame energie. In 2014 haalde de partij twee zetels, waardoor Meerdink in de raad bleef, in 2018 werd één zetel gehaald. In de zomer van 2020 stopte naamgever Henk Meerdink na 42 jaar als raadslid, en werd hij opgevolgd.
Bij de verkiezingen in 2022 deed de partij mee onder de naam BBB-HMV, gezien ze een bondgenootschap met de BoerBurgerBeweging was aangegaan. Dit samenwerkingsverband haalde 4 van de 21 zetels in de Aaltense raad, met een fors hoger aantal stemmen dan in 2018. Lijsttrekker was wederom Meerdink, die na de verkiezingen terugkeerde in de raad.

## Verkiezingen
De partij heeft bij verschillende verkiezingen de volgende zetelaantallen behaald:
| Jaar | Naam                                | Stemmen | %   | Zetels |
| ---- | ----------------------------------- | ------- | --- | ------ |
| 2014 | HenkMeerdinkVolksvertegenwoordiging | 1.211   | 10% | 2 / 21 |
| 2018 | HenkMeerdinkVolksvertegenwoordiging | 678     | 5%  | 1 / 21 |
| 2022 | BBB-HMV                             | 2.343   | 18% | 4 / 21 |